# Parnaenus
Parnaenus là một chi nhện trong họ Salticidae.